# Ла Плат (Небраска)
Ла Плат (енгл. La Platte) насељено је место без административног статуса у америчкој савезној држави Небраска.

## Демографија
По попису из 2010. године број становника је 114.
| Група             | 2000.    | 2010.       |
| Белци             | 0 (0,0%) | 102 (89,5%) |
| Афроамериканци    | 0 (0,0%) | 0 (0,0%)    |
| Азијати           | 0 (0,0%) | 0 (0,0%)    |
| Хиспаноамериканци | 0 (0,0%) | 7 (6,1%)    |
| Укупно            | 0        | 114         |